# John Lloyd Young
John Lloyd Mills Young (4 de juliol de 1975) és un actor i cantant nord-americà. L'any 2006 va guanyar el Premi Tony al millor actor protagonista de musical per la seva interpretació de Frankie Valli a Jersey Boys. També ha protagonitzat la pel·lícula del mateix títol i dirigida per Clint Eastwood.